# シャーマン・オバンドー
シャーマン・オマール・オバンドー・ガイノル（Sherman Omar Obando Gainor、1970年1月23日 - ）は、パナマ・ボカス・デル・トロ県チャンギノラ出身の元プロ野球選手（外野手、指名打者）。右投右打。

## 経歴
1987年、ニューヨーク・ヤンキースに入団。
1993年、ボルチモア・オリオールズでメジャー初昇格。
1996年、モントリオール・エクスポズに移籍。
1999年はメキシカンリーグでプレーしていたが、怪我をして長期間離脱していたナイジェル・ウィルソンの穴埋めとして日本ハムファイターズへ5月末に入団。打率.306、本塁打20、打点62を記録した。
2000年は30試合近く怪我で欠場したにもかかわらず、イチローに次ぐパ・リーグ2位の打率.332、本塁打30、打点101の大活躍でベストナイン（外野手部門）に選出された。また、長打率はリーグ1位だった。
2001年の開幕第3戦目に自打球を左足に当て骨折、5月末に復帰するが、8月には胸椎椎間板症を発症し、復帰出来ないまま閉幕を迎えた。この年の出場は52試合にとどまったが、本塁打15、打点51の成績を残した。
2002年は自己最多の118試合に出場し本塁打26、打点68を記録するが、打率は規定打席にこそ到達するものの膝の怪我の影響で.263と本来の力を出し切れず、更にオフに怪我が悪化したこともあってこの年限りで日本ハムを退団した。2003年2月にはケビン・ミラー問題のあおりを受け、右の長距離打者を探していた中日ドラゴンズがアレックス・オチョアとともに新外国人候補として獲得へ向けて調査していたが、入団には至らなかった。
2003年は、再びメキシカンリーグでプレーしていた。
2004年シーズン途中に自腹で再来日し、日本ハムに売り込みに来る。当時の日本ハムはエンジェル・エチェバリアの不振、8月にはアテネオリンピック野球日本代表に小笠原道大・金子誠を派遣することになっており、打線の補強が急務であった。オバンドーは入団テストの上、破格の低年俸（推定1,000万円）で再契約し、日本球界に復帰。記者会見では「現役の最後は、大好きな日本ハムで終わりたい」とコメントした。その2004年は往年の長打力と、勝負強い打撃でチームをAクラス（3位）に押し上げプレーオフにも出場した。
2005年シーズン途中、打撃不振のため解雇された。
2006年3月に第1回WBCのパナマ代表に選出された。5番・指名打者として出場していたが、チームは予選敗退に終わった。

## 詳細情報

### 年度別打撃成績
| 年 度    | 球 団    | 試 合 | 打 席 | 打 数 | 得 点 | 安 打 | 二 塁 打 | 三 塁 打 | 本 塁 打 | 塁 打 | 打 点 | 盗 塁 | 盗 塁 死 | 犠 打 | 犠 飛 | 四 球 | 敬 遠 | 死 球 | 三 振 | 併 殺 打 | 打 率 | 出 塁 率 | 長 打 率 | O P S |
| -------- | -------- | ----- | ----- | ----- | ----- | ----- | -------- | -------- | -------- | ----- | ----- | ----- | -------- | ----- | ----- | ----- | ----- | ----- | ----- | -------- | ----- | -------- | -------- | ----- |
| 1993     | BAL      | 31    | 97    | 92    | 8     | 25    | 2        | 0        | 3        | 36    | 15    | 0     | 0        | 0     | 0     | 4     | 0     | 1     | 26    | 1        | .272  | .309     | .391     | .701  |
| 1995     | BAL      | 16    | 41    | 38    | 0     | 10    | 1        | 0        | 0        | 11    | 3     | 1     | 0        | 0     | 1     | 2     | 0     | 0     | 12    | 0        | .263  | .293     | .289     | .582  |
| 1996     | MON      | 89    | 202   | 178   | 30    | 44    | 9        | 0        | 8        | 77    | 22    | 2     | 0        | 0     | 1     | 22    | 1     | 1     | 48    | 2        | .247  | .332     | .433     | .764  |
| 1997     | MON      | 41    | 54    | 47    | 3     | 6     | 1        | 0        | 2        | 13    | 9     | 0     | 0        | 0     | 0     | 6     | 0     | 1     | 14    | 0        | .128  | .241     | .277     | .517  |
| 1999     | 日本ハム | 94    | 392   | 346   | 49    | 106   | 23       | 0        | 20       | 189   | 62    | 0     | 1        | 0     | 1     | 41    | 0     | 4     | 65    | 14       | .306  | .385     | .546     | .931  |
| 2000     | 日本ハム | 107   | 466   | 385   | 79    | 128   | 15       | 2        | 30       | 237   | 101   | 3     | 0        | 0     | 6     | 68    | 3     | 7     | 63    | 11       | .332  | .436     | .616     | 1.051 |
| 2001     | 日本ハム | 52    | 225   | 201   | 29    | 52    | 7        | 0        | 15       | 104   | 51    | 0     | 3        | 0     | 2     | 19    | 3     | 3     | 38    | 1        | .259  | .329     | .517     | .846  |
| 2002     | 日本ハム | 118   | 490   | 441   | 49    | 116   | 18       | 1        | 26       | 214   | 68    | 3     | 2        | 0     | 1     | 43    | 5     | 5     | 95    | 11       | .263  | .335     | .485     | .820  |
| 2004     | 日本ハム | 42    | 148   | 130   | 23    | 44    | 7        | 0        | 8        | 75    | 25    | 0     | 0        | 0     | 0     | 16    | 1     | 2     | 15    | 4        | .338  | .419     | .577     | .996  |
| 2005     | 日本ハム | 24    | 59    | 55    | 4     | 12    | 1        | 0        | 3        | 22    | 7     | 0     | 0        | 0     | 0     | 3     | 0     | 1     | 13    | 1        | .218  | .271     | .400     | .671  |
| MLB：4年 | MLB：4年 | 177   | 394   | 355   | 41    | 85    | 13       | 0        | 13       | 137   | 49    | 3     | 0        | 0     | 2     | 34    | 1     | 3     | 100   | 3        | .239  | .310     | .386     | .696  |
| NPB：6年 | NPB：6年 | 437   | 1780  | 1558  | 233   | 458   | 71       | 3        | 102      | 841   | 314   | 6     | 6        | 0     | 10    | 190   | 12    | 22    | 289   | 42       | .294  | .376     | .540     | .916  |

- 各年度の太字はリーグ最高

### 表彰
NPB
- ベストナイン：1回 （外野手：2000年）
- 月間MVP：1回（2000年4月）

### 記録
NPB
- 初出場・初先発出場：1999年5月22日、対大阪近鉄バファローズ11回戦（東京ドーム）、6番・左翼手として先発出場
- 初安打・初打点・初本塁打：1999年5月27日、対西武ライオンズ10回戦（西武ドーム）、2回表に西口文也から左越ソロ
- 初盗塁：2000年4月12日、対大阪近鉄バファローズ2回戦（東京ドーム）、6回裏に二盗（投手：前川勝彦、捕手：礒部公一）
- 100本塁打：2005年4月23日、対オリックス・バファローズ4回戦（東京ドーム）、2回表に光原逸裕から左中間へ2ラン　※史上238人目
- オールスターゲーム出場：1回 （2000年）

### 背番号
- 42 （1993年 - 1995年）
- 29 （1996年 - 1997年）
- 64 （1999年 - 2001年）
- 23 （2002年）
- 67 （2004年途中 - 2005年）

### 愛称
- 『看板男』：1999年当時の日本ハムの本拠地であった東京ドームで看板直撃の本塁打を量産したことから。看板直撃弾は2000年の3回、2001年の2回、2002年の4回を含め、通算11回。
- 『夏男』：7月に入ると凄まじいペースで調子が上昇していったことから。
- 『オバ様』：日本ハム復帰時、打撃好調だった同僚フェルナンド・セギノールが杉良太郎の愛称を捩って「セギ様」と呼ばれており、オバンドーもそれに倣って「オバ様」とファンに呼ばれ親しまれた。

### 代表歴
- 2006 ワールド・ベースボール・クラシック・パナマ代表